# Women Artists in Revolution
Women Artists in Revolution (WAR) fue un colectivo de mujeres artistas y activistas estadounidenses con sede en la ciudad de Nueva York que se formó en 1969. Se separaron de la Arts Worker's Coalition (AWC), copada por hombres, y surgieron en exposición anual de 1969 del Museo Whitney de Arte Estadounidense (más tarde la Bienal de Whitney ), que aquel año incluía solo 8 mujeres de los 143 artistas que se mostraban.
En 1970, enviaron cartas al Museo Whitney, así como al Museo de Arte Moderno, exigiendo que ambas instituciones cambiaran sus políticas para incluir más a las mujeres artistas. Ese mismo año, se formó el Ad Hoc Committee of Women Artists que también puso el foco en la discriminación de las mujeres en las exposiciones anuales del Whitney.  Estas protestas llevaron a un aumento de mujeres artistas en la siguiente exposición anual del museo, pasando de un promedio entre 5 y, 10% antes de 1969 al 22% en 1970.
En 1971, algunas integrantes de WAR, junto con un grupo llamado Feminists in the Arts, crearon el Women's Interart Center, el primer espacio feminista alternativo, donde establecieron un taller de gráfica y serigrafía impartido por la artista Jacqueline Skiles.
En 1972, WAR abandonó sus esfuerzos por cambiar las políticas de los museos y se centró en la toma de conciencia sobre las luchas de las mujeres artistas. Un año más tarde, dos artistas que habían pertenecido a WAR, Mary Ann Gillies y Joan Glueckman, cofundaron SOHO 20 Gallery.

## Integrantes destacadas de WAR
- Muriel Castanis
- Silvianna Goldsmith
- Juliette Gordon
- Doloris Holmes
- Poppy johnson
- Jan McDevitt
- Faith Ringgold
- Sara Saporta
- Jacqueline Skiles
- Nancy Spero
- Joan Thorne